# Van Vloten (geslacht)

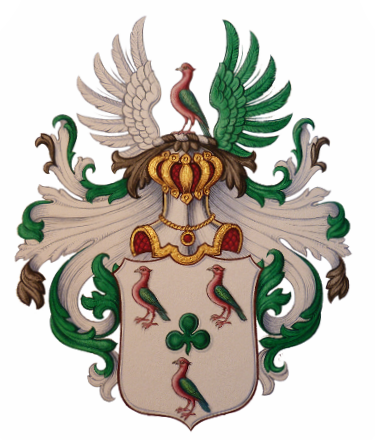
Familiewapen van Van Vloten

Van Vloten is een Nederlands patriciërsgeslacht, oorspronkelijk afkomstig uit Vleuten. Van de oudst bekende voorvader, ene Cornelis, wordt vermeld dat hij woonachtig was aan de Haar aldaar.
De genealogie van de familie Van Vloten is opgenomen in het genealogisch naslagwerk Nederland's Patriciaat.

## Geschiedenis
De stamvader van het geslacht was Meindert Cornelisz. van der Haer (later Van Vloten), die werkzaam was als timmerman in Utrecht, en aldaar overleed in maart 1666.
Het geslacht telt meerdere predikanten, juristen en ondernemers. Tot de predikanten behoren onder meer de bijbelvertaler Willem Antony van Vloten en de theoloog en filosoof Johannes van Vloten. De laatste herontdekte Spinoza's werk en zette diens vrijdenkerij voort. Johannes van Vloten volgde een familietraditie door theologie te studeren in Leiden. Zijn drie dochters trouwden elk met een belangrijke schrijver of kunstenaar van de Beweging van Tachtig. Zijn oudste zoon, Willem van Vloten (1855 – 1925), was medeoprichter en commissaris van de Hoogovens te IJmuiden. Zijn jongste zoon, Gerlof van Vloten (1866 – 1903), was schrijver, vertaler en redacteur van de editie van 1895 van de Arabische encyclopedie Mafātīḥ al-ʿulūm. Vermeldenswaardig zijn ook de drukkers en uitgevers Jan Martinus van Vloten (boekdrukker en uitgever te Leiden) en Willem Jacob van Bommel Van Vloten (boekdrukker, uitgever en letterkundige), stamvader van de tak Van Bommel van Vloten. Ook kozen leden van het geslacht voor een loopbaan in het leger of bij de marine; anderen waren actief in bestuurlijke functies in het voormalige Nederlands-Indië.

## Aftakkingen
De takken Van Bommel van Vloten (1820), Van Braam van Vloten (1873), Gaaikema van Vloten (1968) en Stael van Holstein van Vloten (1880) maken deel uit van het geslacht Van Vloten. Laatstgenoemde tak is in 1978 uitgestorven.

## Telgen
Van Vloten
- Willem Antony van Vloten (Utrecht, 1740 – Amsterdam, 1809) Nederlands godsdienstleraar, predikant en Bijbelvertaler[2]
- Jan Martinus van Vloten (Utrecht, 1760 – Leiden, 1815) Nederlands boekdrukker, uitgever, schrijver (onder het pseudoniem Ultrajectinus) en plantage-eigenaar[2]
- Mr. Dr. Abraham Anton van Vloten, (Amsterdam, 1801 – Brussel, 1873) Nederlands jurist en raadsheer van het Hooggerechtshof van Nederlands-Indië[2]
- Johannes van Vloten (Kampen, 1818 – Haarlem, 1883), Nederlands theoloog en filosoof, vader van:[2]
  - Willem van Vloten (Deventer, 1855 – Nunspeet. 1925), Nederlands ondernemer, medeoprichter en commissaris van de Hoogovens te IJmuiden[2]
  - Martha van Vloten (Deventer, 1857 – Nigtevecht, 1943), Nederlands letterkundige en vertaler, vrouw van Frederik van Eeden[2]
  - Frank van Vloten (Deventer, 1858 – Baarn, 1930), bouwer van het Ronde Huis[2]
  - Odo van Vloten (Deventer, 1860 – Doorwerth, 1931), ondernemer in Nederlands-Indië[2] en bewoner van het Landgoed Duno
  - Betsy van Vloten (Deventer, 1862 – Haarlem, 1946), Nederlands letterkundige, vrouw van Willem Witsen[2]
  - Gerlof van Vloten (Deventer, 1866 – Noordwijk aan Zee, 1903), Nederlands schrijver, vertaler en redacteur[2]
  - Kitty van Vloten (Deventer, 1867 – Amsterdam, 1945), Nederlands letterkundige, vrouw van Albert Verwey[2]
- Anton August van Vloten (Paiton, Probolinggo, 1864 – Maarssen, 1920), Nederlands landbouwkundige, stichter van de Maarsseveense Stoomzuivelfabriek, directeur van het Waterschap Bethune en wethouder van Maarsseveen[2][4]
- Anton Abraham van Vloten (Soerabaja, 1884 – Den Haag, 1955), Nederlands bestuursambtenaar in Nederlands-Indië en resident van Indramajoe[2]
- Prof. Dr. Willem Anton van Vloten (Bandoeng, 1941), Nederlands dermatoloog en hoogleraar[2][5]

Van Bommel van Vloten
- Theodora Willemina van Bommel van Vloten (1887 – 1945), lerares; trouwde in 1930 met prof. dr. Frits Zernike (1888 – 1966), winnaar van de Nobelprijs voor de Natuurkunde in 1953; oudtante van prof. dr. Gerard 't Hooft (1946), winnaar van diezelfde Nobelprijs in 1999
- Jacob Marinus van Bommel van Vloten (Arnhem, 1892 – aldaar, 1973) Nederlands bestuurder, wethouder van Goes en voorzitter van de raad van commissarissen van Hofstede Schengen N.V.[2]

## Wapen

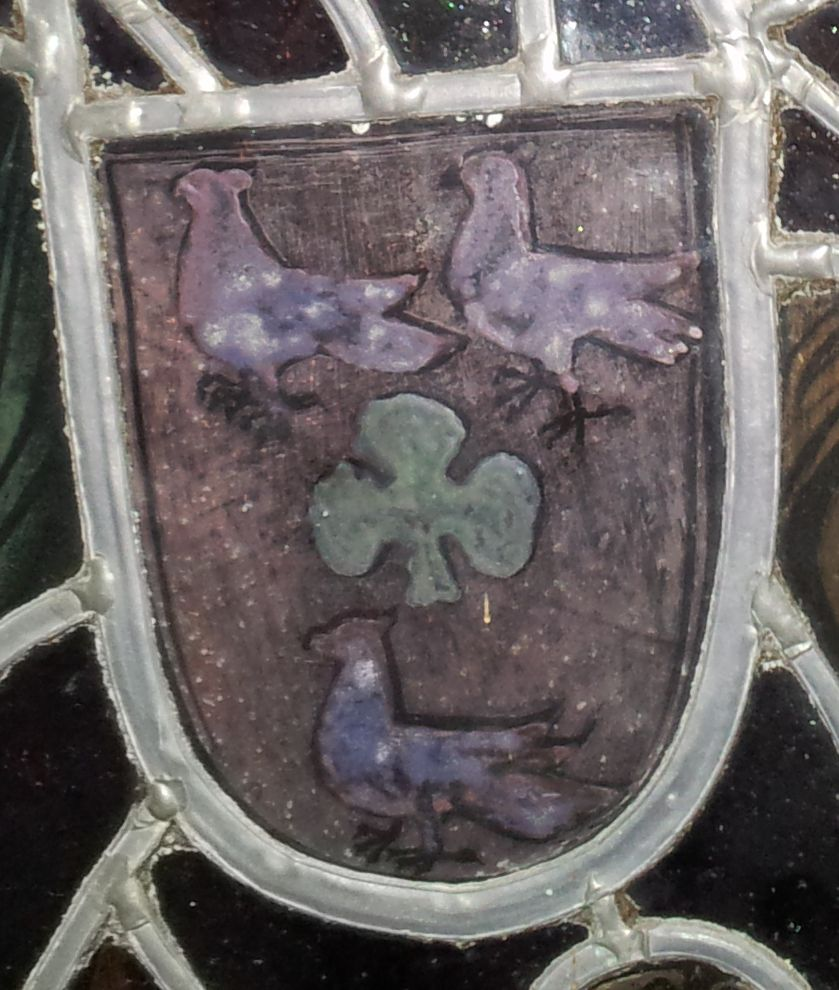
Familiewapen als glas in lood

Het wapen bestaat uit een "groen klaverblad in zilver, vergezeld door drie duiven van natuurlijke kleur". Het helmteken is een "duif in natuurlijke kleur tussen een vlucht van zilver en groen" en de dekkleden zijn "groen, gevoerd van zilver". Willem van Vloten (1725 – 1782), die als notaris werkzaam was in Utrecht vanaf 1747, was de oudst bekende wapendrager. Voor zover bekend zegelde hij voor het eerst met een lakafdruk van het wapen op 19 augustus 1765.